# Comté de Hillsborough (Floride)
Pour les articles homonymes, voir Comté de Hillsborough.
Le comté de Hillsborough (Hillsborough County) est un comté situé dans l'État de Floride, aux États-Unis. Plus d'1,4 million d'habitants y résident. Le siège du comté est la ville de Tampa.

## Comtés adjacents

Divisions administratives

- Comté de Pasco (nord)
- Comté de Polk (est)
- Comté de Hardee (sud-est)
- Comté de Manatee (sud)
- Comté de Pinellas (ouest)

## Municipalités
Le comté compte trois municipalités :
- Plant City
- Tampa
- Temple Terrace

## Census-designated place
- Apollo Beach
- Lutz

## Démographie
| Groupe                           | Comté de Hillsborough | Floride | États-Unis |
| -------------------------------- | --------------------- | ------- | ---------- |
| Blancs                           | 71,3                  | 75,0    | 72,4       |
| Afro-Américains                  | 16,7                  | 16,0    | 12,6       |
| Autres                           | 5,1                   | 3,7     | 6,4        |
| Asiatiques                       | 3,4                   | 2,4     | 4,8        |
| Métis                            | 3,2                   | 2,5     | 2,9        |
| Amérindiens                      | 0,4                   | 0,4     | 0,9        |
| Total                            | 100                   | 100     | 100        |
|                                  |                       |         |            |
| Hispaniques et Latino-Américains | 25,0                  | 22,5    | 16,7       |

Selon l'American Community Survey, en 2010 74,59 % de la population âgée de plus de 5 ans déclare parler l'anglais à la maison, 19,52 % déclare parler l'espagnol, 0,58 % un créole français, 0,51 % le vietnamien et 4,8 % une autre langue.
| 1840 | 1850  | 1860  | 1870  | 1880  | 1890   |
| ---- | ----- | ----- | ----- | ----- | ------ |
| 452  | 2 377 | 2 981 | 3 216 | 5 814 | 14 941 |

| 1900   | 1910   | 1920   | 1930    | 1940    | 1950    |
| ------ | ------ | ------ | ------- | ------- | ------- |
| 36 013 | 78 374 | 88 257 | 153 519 | 180 148 | 249 894 |

| 1960    | 1970    | 1980    | 1990    | 2000    | 2010      |
| ------- | ------- | ------- | ------- | ------- | --------- |
| 397 788 | 490 265 | 646 960 | 834 054 | 998 948 | 1 229 226 |